# Black Fury
Black Fury (bra Inferno Negro) é um filme norte-americano de 1935, do gênero drama, dirigido por Michael Curtiz, com roteiro de Abem Finkel e Carl Erickson baseado no conto "Jan Volkanik", de Michael A. Musmanno, e na peça teatral Bohunk, de Harry R. Irving.

## Premiações
| Prêmio     | Categoria   | Recipiente | Situação |
| ---------- | ----------- | ---------- | -------- |
| Oscar 1936 | Melhor ator | Paul Muni  | Indicado |

## Elenco

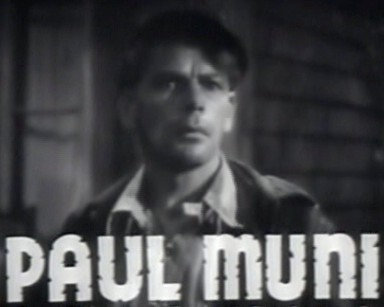
Paul Muni no trailer do filme

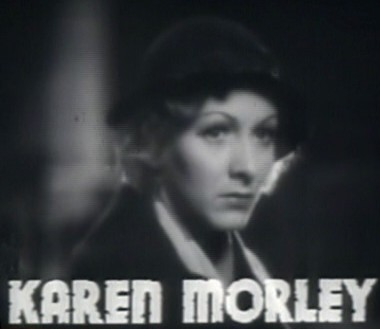
Karen Morley

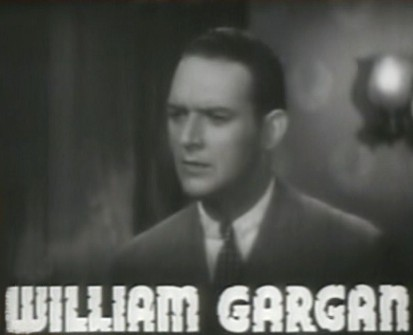
William Gargan

| Ator/Atriz        | Personagem       |
| ----------------- | ---------------- |
| Paul Muni         | Joe Radek        |
| Karen Morley      | Anna Novak       |
| William Gargan    | Slim             |
| Barton McLane     | McGee            |
| John Qualen       | Mike             |
| J. Carrol Naish   | Steve            |
| Vince Barnett     | Kubanda          |
| Tully Marshall    | Poole            |
| Henry O'Neill     | Hendricks        |
| Joe Crehan        | Farrell          |
| Mae Marsh         | Mary Novak       |
| Sara Haden        | Sophie Shemanski |
| Willard Robertson | J. J. Welsh      |
| Effie Ellsler     | Bubitschka       |
| Wade Boteler      | Mulligan         |

## Sinopse
Joe Radek, minerador de procedência polonesa, perde o amor de Anna, agora apaixonada pelo policial Slim. Bêbado, comparece a uma reunião do sindicato, que está em conflito com os empregadores, e acaba virando líder do movimento. Quando seu amigo Mike é morto por pistoleiros, Joe leva um deles até a mina e ameaça explodir tudo, a menos que os litigantes cheguem a um acordo.

## Produção
Como muitos filmes da Warner Bros. da década de 1930, Black Fury inspirou-se em manchetes de jornais. No presente caso,  sobre um trabalhador nas minas de carvão da Pensilvânia, morto por três detetives da empresa.
O filme, ao investir contra o extremismo, tanto de patrões quanto de sindicatos, e pregar a cooperação consciente entre eles, foi considerado uma contribuição importante para o cinema engajado. Todavia, o filme contemporiza com a companhia mineradora ao tratar da violência contra os trabalhadores, pois tira a culpa dos proprietários e a joga exclusivamente nos ombros dos detetives, que teriam sido contratados por uma organização nebulosa, interessada em jogar uns contra os outros. Ainda assim, Black Fury é um dos mais poderosos exemplos dos dramas de "consciência social" da Warner.
O orçamento permitiu a construção de uma mina completa, com poços, túneis e furadeiras. Entretanto, o filme não fez sucesso e, devido ao seu conteúdo polêmico, enfrentou problemas com a censura em vários estados americanos, tendo sido completamente proibido na Pensilvânia. No Brasil, foi exibido com cortes.
Segundo Ken Wlaschin, este é um dos dez melhores filmes da carreira de Paul Muni. Ainda que, no papel de um imigrante polonês, seu sotaque carregado às vezes seja difícil de entender, a Academia indicou-o ao Oscar de melhor ator.